# Ménil-Jean
Ménil-Jean is een plaats en voormalige gemeente in het Franse departement Orne in de regio Normandië en telt 120 inwoners (2009). De plaats maakte deel uit van het arrondissement Argentan.

## Geschiedenis
Op 1 januari 2016 werd Ménil-Jean met de gemeenten Chênedouit, La Forêt-Auvray, La Fresnaye-au-Sauvage, Putanges-Pont-Écrepin, Rabodanges, Les Rotours, Saint-Aubert-sur-Orne en Sainte-Croix-sur-Orne gefuseerd tot de gemeente Putanges-le-Lac. 

## Geografie
De oppervlakte van Ménil-Jean bedraagt 7,2 km², de bevolkingsdichtheid is dus 16,7 inwoners per km².
De onderstaande kaart toont de ligging van Ménil-Jean met de belangrijkste infrastructuur en aangrenzende gemeenten.

## Demografie
Onderstaande figuur toont het verloop van het inwonertal (bron: INSEE-tellingen).
Chênedouit · La Forêt-Auvray · La Fresnaye-au-Sauvage · Ménil-Jean · Pont-Écrepin · Putanges · Rabodanges · Les Rotours · Saint-Aubert-sur-Orne · Sainte-Croix-sur-Orne